# 이야기 속의 이야기
《이야기 속의 이야기》(러시아어: Ска́зка ска́зок, Skazka skazok, Tale of Tales)는 유리 노르시테인이 감독하고 모스크바의 소유즈멀트필름 스튜디오에서 1979년에 제작한 소련의 애니메이션 영화이다. 《이야기 속의 이야기》는 수많은 상을 차지하였으며, 비평가나 다른 애니메이션 작가들에게 최고의 애니메이션 영화라고 극찬을 받은 작품이다.

## 줄거리
《이야기 속의 이야기》는 타르콥스키의 《거울》과 같이 기억의 회상과 유사한 구조를 가지고 있다. 기억은 연대적 순서로 회상되지 않고, 그 대신 관련된 여러 기억이 함께 뒤섞여서 떠오르기 마련이다. 따라서 《이야기 속의 이야기》는 전통적인 내러티브로 구성되어있지 않고, 여러 가지 관련된 이야기를 장면 간에 흩뜨려 놓았다. 중요한 주제 중 하나는 전쟁으로, 이는 제2차 세계 대전의 동부 유럽 전선에서 소련이 입은 막대한 피해를 강조한 것이다. 《이야기 속의 이야기》에서는 원작 시에서처럼 작은 소녀와 황소, 작은 소년과 까마귀, 무희와 군인, 그리고 작은 잿빛 늑대 (러시아어: се́ренький волчо́к, syeryenkiy volchok)가 등장하는데, 여러 번 되풀이되어 나타나는 등장인물들과 그들의 상관관계가 영화에 상당한 부분을 차지하고 있다. 다른 많은 주제들을 연관시켜주는 상징은 생명, 희망, 잠재성 등을 상징하는 초록빛 사과이다.
유리 노르슈테인 감독은 잡지 Iskusstvo Kino에 쓴 글에서 《이야기 속의 이야기》에 대해 "삶에 힘을 주는 간단한 개념들에 대한 것"이라고 평했다.

## 음악과 시
《이야기 속의 이야기》은 미하일 몌예로비치에 의해 작곡된 음악 외에도 다른 여러 음악 작품을 사용하고 있다. 요한 제바스티안 바흐와 볼프강 아마데우스 모차르트의 음악, 제2차 세계 대전 시기의 탱고 음악 등이 사용되었다. 그러나 가장 중요한 음악적 영감은 다음과 같은 러시아 자장가로, 이 음악은 악기 연주와 노래가 모두 삽입되어 있다.
| 러시아어 | 영어 음역 | 한국어 번역 |
| --- | --- | --- |
| Баю-баюшки-баю, Не ложися на краю. Придёт серенький волчок, Он ухватит за бочок И утащит во лесок Под ракитовый кусток. | Bayu-bayushki-bayu, Ne lozhisya na krayu. Pridyot serenkiy volchok, On ukhvatit za bochok I utashchit vo lesok Pod rakitovy kustok. | 자장 자장 우리 아기 가장자리에 누우면 안된단다. 작은 잿빛 늑대가 나타나서 옆구리를 물고는 숲으로 데려가서 버드나무 밑에 내려놓는단다. |

작은 잿빛 늑대를 포함한 영화에 나타난 많은 상황들은 이 자장가로부터 유래하였다. 사실 이 영화의 원래 제목 또한 《작은 잿빛 늑대가 온다》였지만 이 제목은 소련의 검열 당국에 의해서 거부당했다.

## 같이 보기
- 역대 최고의 영화 목록

## 참고 문헌
- C. Kitson, Yuri Norstein and Tale of Tales: An Animator's Journey, London:John Libbey & Co. Ltd., 2005.
- C. Kitson, Yuri Norstein and Tale of Tales: An Animator's Journey, Bloomington:Indiana University Press, 2005.